# Ajou
Ajou foi uma antiga comuna francesa na região administrativa da Normandia, no departamento de Eure. Estendia-se por uma área de 10 km². Em 2010 a comuna tinha 257 habitantes (densidade: 25,7 hab./km²)..
Em 1 de janeiro de 2018, passou a formar parte da nova comuna de Mesnil-en-Ouche.